# Bayramlı, Kemalpaşa
Bayramlı là một xã thuộc huyện Kemalpaşa, tỉnh İzmir, Thổ Nhĩ Kỳ. Dân số thời điểm năm 2010 là 228 người.